# Regine Berg
Regine Berg (ur. 5 października 1958 w Ostendzie) – belgijska lekkoatletka specjalizująca się w biegach sprinterskich i średniodystansowych, dwukrotna uczestniczka letnich igrzysk olimpijskich (Montreal 1976, Moskwa 1980).

## Sukcesy sportowe
- pięciokrotna mistrzyni Belgii w biegu na 400 metrów – 1976, 1983, 1984, 1985, 1986[1]
- dwukrotna mistrzyni Belgii w biegu na 800 metrów – 1987, 1988

| Rok  | Miasto   | Zawody                    | Konkurencja        | Wynik         |
| ---- | -------- | ------------------------- | ------------------ | ------------- |
| 1980 | Moskwa   | Igrzyska olimpijskie      | sztafeta 4 × 400 m | 7. miejsce    |
| 1984 | Göteborg | Halowe mistrzostwa Europy | bieg na 400 m      | 4. miejsce    |
| 1985 | Pireus   | Halowe mistrzostwa Europy | bieg na 400 m      | 5. miejsce    |
| 1985 | Paryż    | Światowe igrzyska halowe  | bieg na 400 m      | srebrny medal |

## Rekordy życiowe
- bieg na 400 metrów – 52,29 – Zug 16/06/1985
- bieg na 400 metrów (hala) – 53,13 – Göteborg 03/03/1984 (rekord Belgii)
- bieg na 600 metrów (hala) – 1:29,0 – Vittel 27/02/1988 (rekord Belgii)
- bieg na 800 metrów – 2:00,43 – Bruksela 11/09/1987
- bieg na 800 metrów (hala) – 2:04,4 – Gandawa 20/02/1988